# Новый Солотвин
Новый Солотвин (укр. Новий Солотвин) — село на Украине, основано в 1927 году, находится в Бердичевском районе Житомирской области.
Код КОАТУУ — 1820886502. Население по переписи 2001 года составляет 205 человек. Почтовый индекс — 13320. Телефонный код — 4143. Занимает площадь 0,93 км².

## Адрес местного совета
13320, Житомирская область, Бердичевский р-н, с.Старый Солотвин